# Voiture TEE PBA
Pour les articles homonymes, voir PBA.

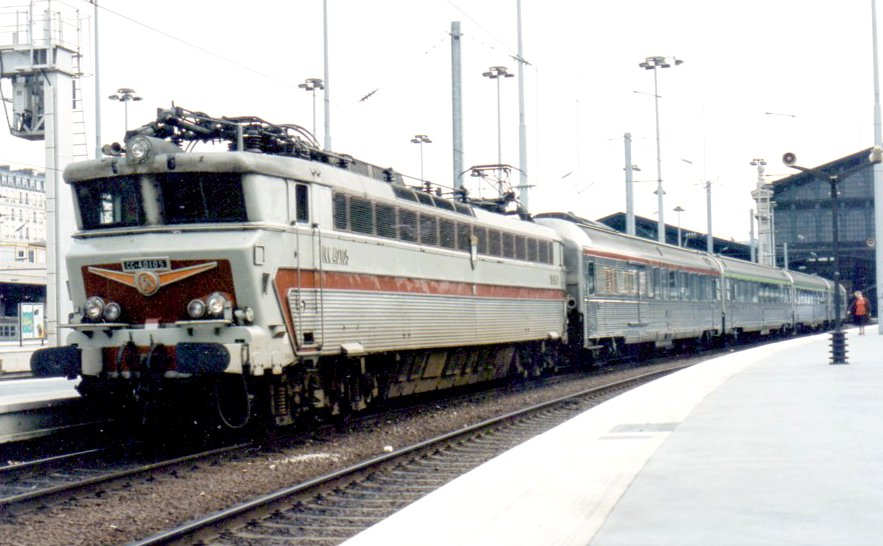
Voitures TEE Mistral 69 et PBA au départ de Paris-Nord avec une CC 40100.

Les voitures TEE PBA sont des voitures ferroviaires mises en service par la SNCF pour assurer les trains TEE entre Paris, Bruxelles et Amsterdam.

## Description

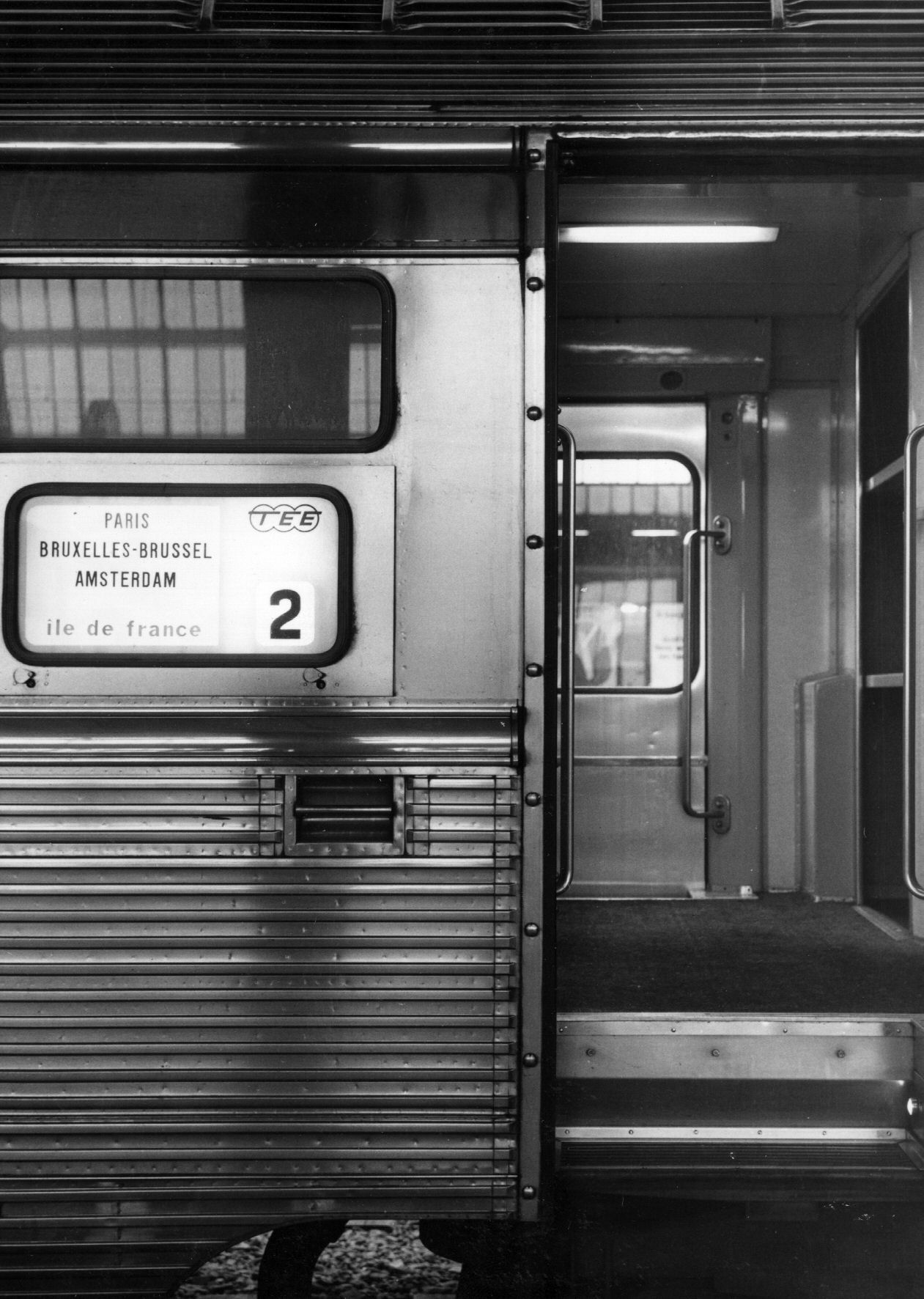
Indicateurs de destination et plate-forme d'accès.

Lors de la création des trains Trans-Europ-Express en 1957, les réseaux européens décident d'utiliser du matériel thermique pour s'affranchir des frontières électriques et automoteur réversible. Pourtant, le succès de ce service va rendre nécessaire le retour aux rames tractées traditionnelles.
En France est décidée la construction de voitures nouvelles affectées au service de la ligne Paris-Bruxelles-Amsterdam. Les initiales PBA serviront à distinguer ce matériel particulier.
Après l'accueil flatteur des voitures DEV Inox, la commande porte sur du matériel de même type. Le confort est revu à la hausse et la commande ne concerne que du matériel de première classe. La climatisation équipe toute la rame et un fourgon-générateur alimente la rame en électricité par groupe électrogène. Les bogies sont des Y24.
Extérieurement, ces voitures sont couleur brute inox. Les flancs présentent des nervures de raidissement alors que la bande baie et les portes sont lisses. Un bandeau rouge parcourt les hauts de caisse, incluant la mention "Trans Europ Express" en lettre d'or. Le toit est nervuré.
On distingue les diagrammes suivants, :
- 11 A8tuj, voitures SNCB aménagées en salon (n° 41 à 51) ;
- 7 A8uj, à compartiments de six places (n° 31 à 37) ;
- 7 A5rtuj, avec cuisine (n° 21 à 27) ;
- 4 A3rtuj, voitures-bar (n° 15 à 18) ;
- 7 A2Dxj, fourgons-générateur (n° 1 et 2 puis 3 à 9) ;

## Service

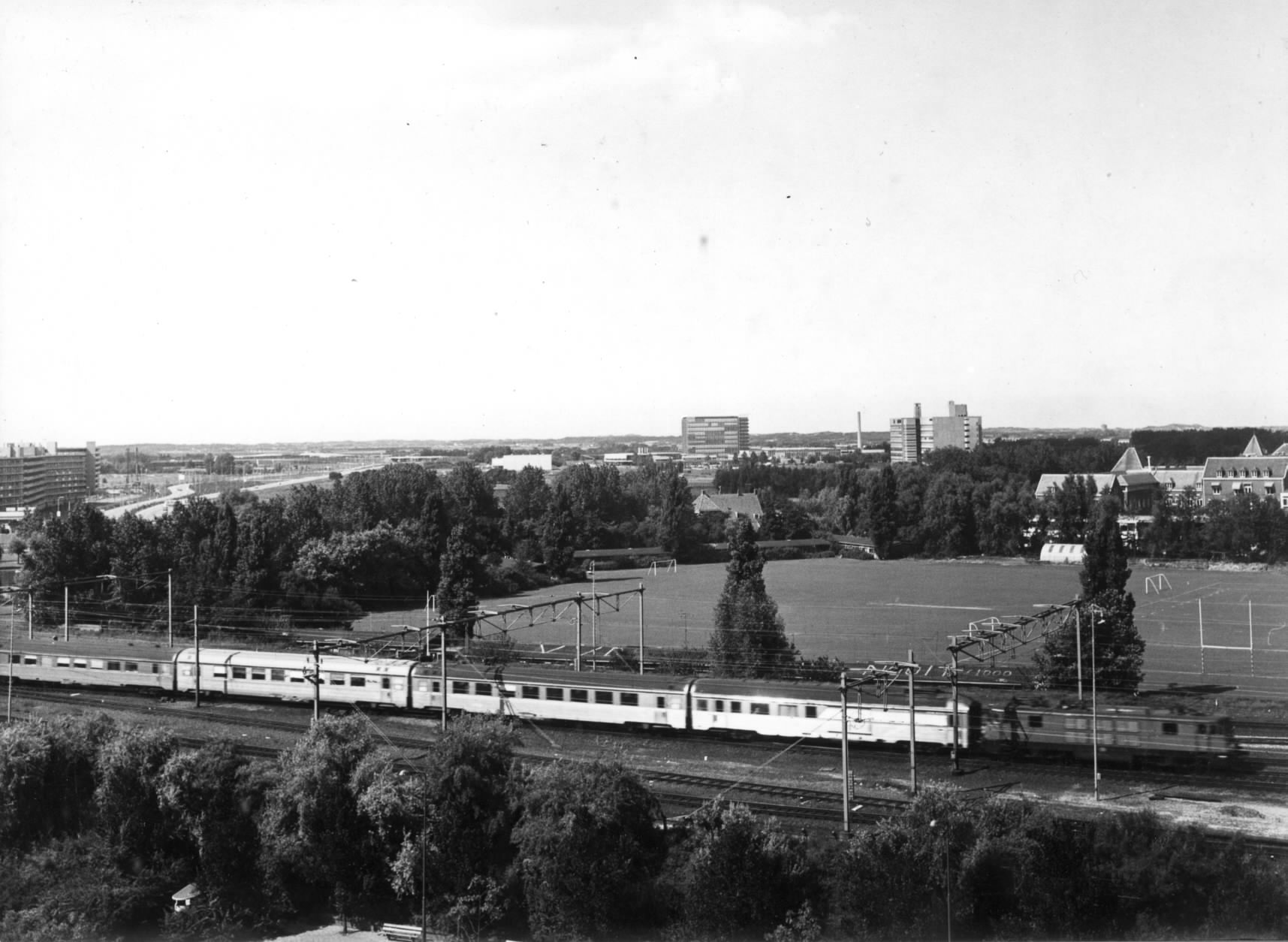
Passage d'un TEE à Leiden en 1974 avec un fourgon générateur PBA en première position.

Affectées aux TEE l'Étoile du Nord, Île-de-France, puis Brabant, ces voitures fonctionnent en rames homogènes tractées par des BB 16000 en France, où des locomotives thermiques type 204 ou 211 prennent le relais jusqu'à l'électrification intégrale de la ligne Paris-Bruxelles pour lesquelles sont mises au point les prototypes BB 30000 et les locomotives belges du type 150 (future série 15) puis par les puissantes CC 40100. L'accroissement de la demande se traduit par une commande de voitures Mistral 69 partagée entre la SNCB et par la mise au point des série 18 SNCB en 1973, copies des CC 40100. Les TEE Memling, Rubens et Watteau apparus dans les années 1970 utilisent également une combinaison de voitures PBA et Mistral 69. Des locomotives série 16 (version plus puissante des 15 aptes à circuler en Allemagne) sont également employés pour la traction de ces TEE de bout en bout tandis que des locomotives monocourant françaises ou belges sont occasionnellement utilisées.
En 1982, faisant face à une fréquentation en berne, les réseaux européens décident d'ouvrir à la seconde classe la plupart des TEE. Une partie du matériel est déclassée — l'alimentation spécifique de ces voitures par fourgon générateur rendant compliquée l'utilisation de matériel ordinaire de seconde classe — donnant naissance aux types PBA suivants : 
- 7 B8uj, à huit compartiments transformés pour accueillir 8 places assises ;
- 7 B8tuj, réaménagées avec de nouveaux sièges plus denses en configuration 2+2.

L'arrivée d'un nombre plus grand de Mistral 69 chassées du Sud de la France entraine le départ des voitures PBA restaurant en 1985 et des fourgons-générateurs à la puissance jugée trop faible en 1985-1986. Les sept A5rtuj et trois A2Dxj sont transformées pour entrer dans la composition des Trains-Expo SNCF avant d'en être progressivement évincées par des Mistral 69 et Grand Confort ex-TEE ; elles sont radiées pour 1996. Les quatre fourgons-générateurs restants sont mutés en 1987 sur la région Est et désignées B2Dxj (bien que leurs deux compartiments ne soient plus utilisés en service voyageurs). Ils assurent l'alimentation électrique des voitures Mistral 56, remplaçant des fourgons-générateurs des années 1920, avant d'être revendus aux Chemins de fer du Sénégal avec les Mistral 56.
Après plus de trente ans sur les trains internationaux de Paris à Bruxelles et Amsterdam, leur carrière s'achève en 1996 avec la mise en service de la LGV Nord et les TGV Réseau puis Thalys. Les voitures ont brièvement été reversées dans le parc de réserve avant d'être réformées. Une partie du parc a échappé au chalumeau, revendu au réseau de Cuba où elles sont intégrées au Tren Francés (en) majoritairement composé de voitures Mistral 69 ; leur carrière se serait terminée vers 2019 avec l'arrivée de voitures à voyageurs construites en Chine.

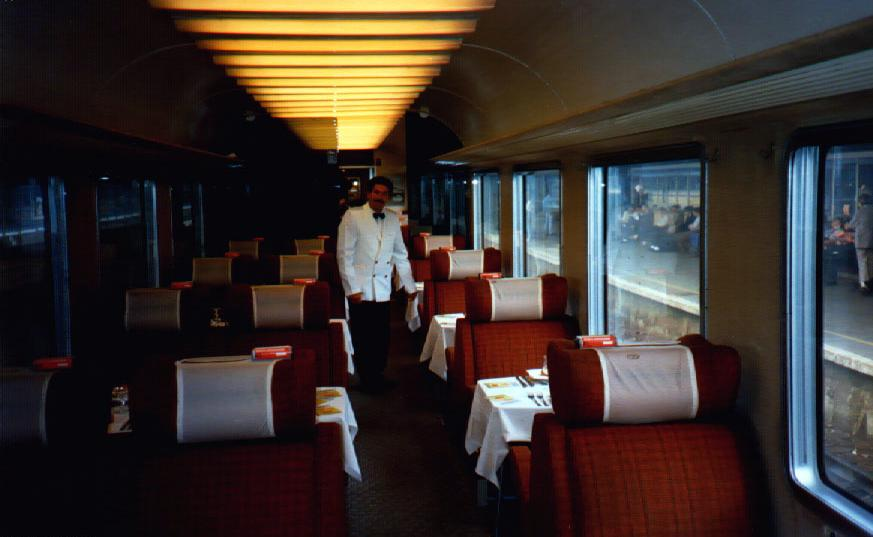
Intérieur d'une A8tu avec service des repas à la place.
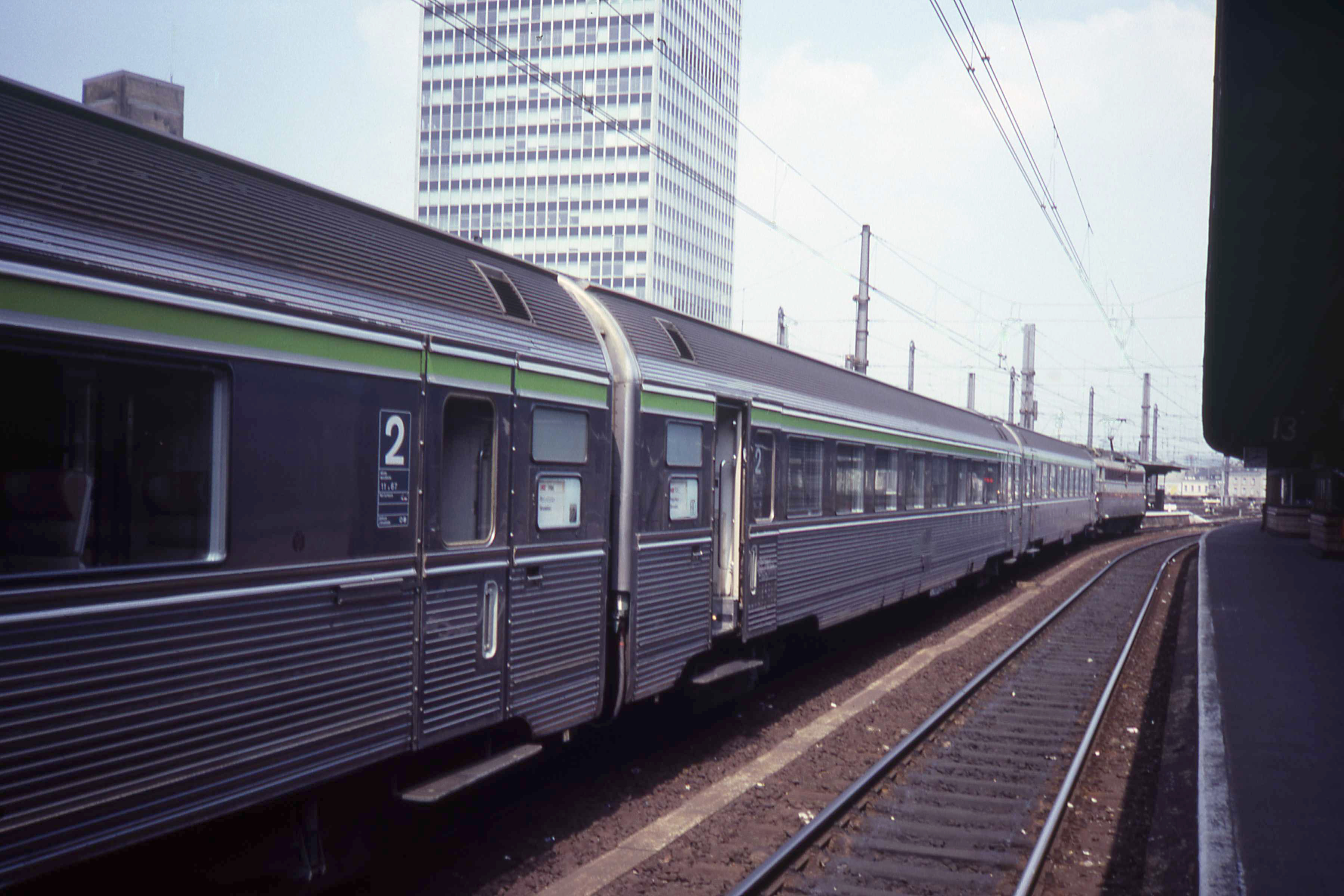
Deux PBA et une Mistral 69 déclassées.
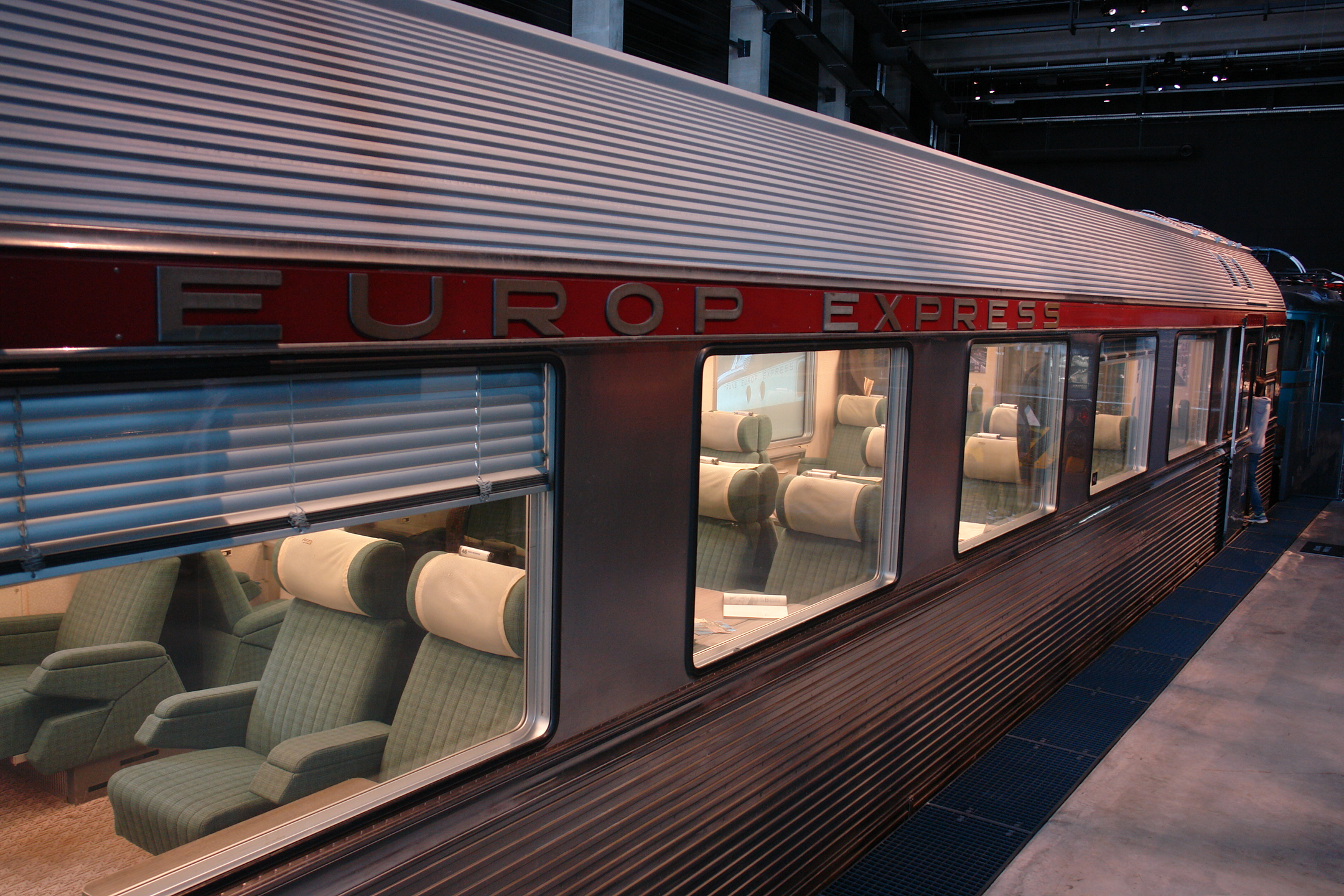
Voiture A8tu au musée Train World.
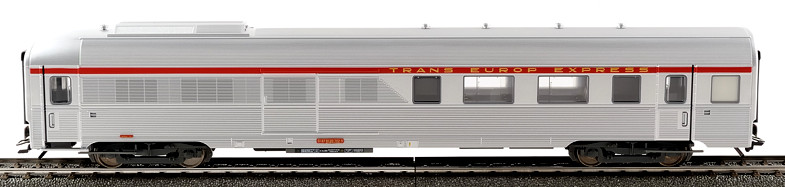
Modèle réduit de fourgon-générateur PBA produit par Märklin.

## Modélisme
Des modèles réduits des voitures TEE PBA sont notamment proposés par Märklin.

## Sources